# Kismayo

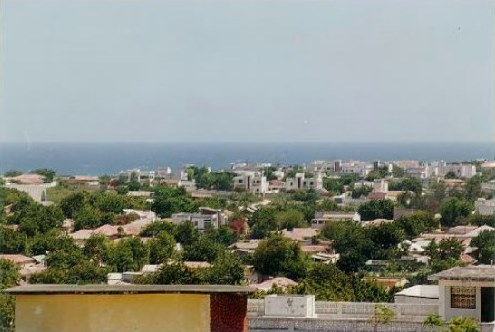
Kismayo

Kismayo, Kismaayo, Kismayu of Chisimayu is een havenstad in de zuidoostelijke regio (Gobolka) Neder-Juba van Somalië. Met 183.300 inwoners (2007) is het de derde stad van Somalië na Mogadishu en Hargeisa. Kismayo ligt 528 kilometer ten zuidoosten van Mogadishu over de weg, in de buurt van de monding van de Jubbarivier in de Indische Oceaan.

## Geschiedenis
De stad werd gesticht door het Bajunivolk, dat een gemengde Bantu en Arabische oorsprong heeft. In latere perioden trokken ook andere Somalische clans naar het gebied. In 1835 regeerde het Sultanaat Zanzibar het gebied rond de stad. In 1872 werd Kismayo gesticht door een Zanzibarse sultan. Van 1875 tot 1876 was Kismayo bezet door Egypte onder Mohammed Ali, totdat het werd overgedragen aan de Britten in 1887. Vanaf 1 juli 1895 werd Kismayo geregeerd door het Britse Rijk als onderdeel van Trans-Juba, dat onderdeel was van het Protectoraat Oost-Afrika van de East Africa Company. Op 15 juli 1924 werd Trans-Juba overgedragen aan Italië en in 1926 werd het vervolgens onderdeel van de kolonie Italiaans-Somaliland, waarbij Kismayo het bestuurlijk centrum werd van de provincie Oltro Giuba.
Na de stichting van Somalië in 1960 en de afzetting van president Siad Barre in 1991, kwam de stad in een chaotische periode, waarbij verschillende Somalische clans vochten om de macht in de stad.
Het gebied rond de stad wordt vooral bewoond door een onder-clan van de nomadische Ogaden, samen met groepen Harti, Mohmud Salah, Dir en Hawiye. Na de afscheiding van Puntland in 1998 trokken gevluchte kleine Hawiye-stammen en andere stammen zoals de Ogaden, Harti en de Marehaan naar de stad, waarop een lang gevecht om de macht in de stad begon. In 1998 werd Kismayo de hoofdstad van de semi-onafhankelijke staat Jubaland, waarvan de status lange tijd onzeker was. Op 24 september 2006 trokken milities van de Unie van Islamitische Rechtbanken (ICU) de stad binnen, als een van de laatste bolwerken die zij nog niet in handen hadden in het zuidoosten van Somalië. Ook daarna bleven de gevechten rond de stad echter doorgaan. Toen het Ethiopische leger de Somalische regering te hulp schoot om te voorkomen dat de islamistische ICU ook voet aan de grond zou krijgen in dat land, werden de troepen van de ICU vervolgens tijdens een offensief uit een groot deel van zuidelijk en centraal Somalië verdreven in december 2006. Nadat de ICU Mogadishu zonder slag of stoot had verlaten trok zij zich terug in Kismayo op 28 december 2006, maar ontvluchtte de stad al na een paar dagen na het verliezen van de Slag bij Jilib in de richting van de Keniaanse grens.
Uit een onderzoek van UNOSOM II uit 2006 bleek dat de inwoners van de stad grofweg bestonden uit Harti (35%), Marehan (20%), Ogaden (15%), Bajuni (15%), Hawiye (5%) en Rahanweyn (5%).

## Geboren
- Islam Feruz (10 september 1995), voetballer